# Finn Gundersen
Finn Gundersen (Oslo, 16 aprile 1933 – 30 luglio 2014) è stato un calciatore e hockeista su ghiaccio norvegese, di ruolo interno.

## Carriera
Gundersen fu un atleta polivalente: crebbe infatti giocando ad hockey su ghiaccio in inverno e a calcio in estate. Riuscì ad eccellere in ambo in campi, tanto da giocare in Nazionale per tutti e due gli sport. Come hockeista prese parte alle Olimpiadi Invernali del 1952.
La sua carriera da calciatore ebbe inizio all'età di diciannove anni nello Skeid Oslo, con il quale vinse 3 Coppe di Norvegia nel 1954, 1955 e 1956. Ancora migliore a livello personale fu la stagione 1957, nella quale mise a segno 8 reti in 12 partite ed entrò a far parte stabilmente del giro della Nazionale. Venne allora acquistato dal neopromosso Hellas Verona, che si accingeva a disputare il primo campionato di Serie A della sua storia. Andò a segno nel derby contro il Vicenza vinto per 1-0; nel girone di ritorno finì spesso in panchina. L'annata terminò con la retrocessione e Gunsersen rimase in gialloblù anche l'anno successivo in Serie B, trovandosi ai margini della rosa. Fece allora ritorno in patria allo Skeid dove chiuse la carriera nel 1962.

## Palmarès

### Club

#### Competizioni nazionali
- Coppa di Norvegia: 3

Skeid: 1954, 1955, 1956